# Wadotes mumai
Wadotes mumai är en spindelart som beskrevs av Bennett 1987. Wadotes mumai ingår i släktet Wadotes och familjen mörkerspindlar. Inga underarter finns listade i Catalogue of Life.